# Hans Kies

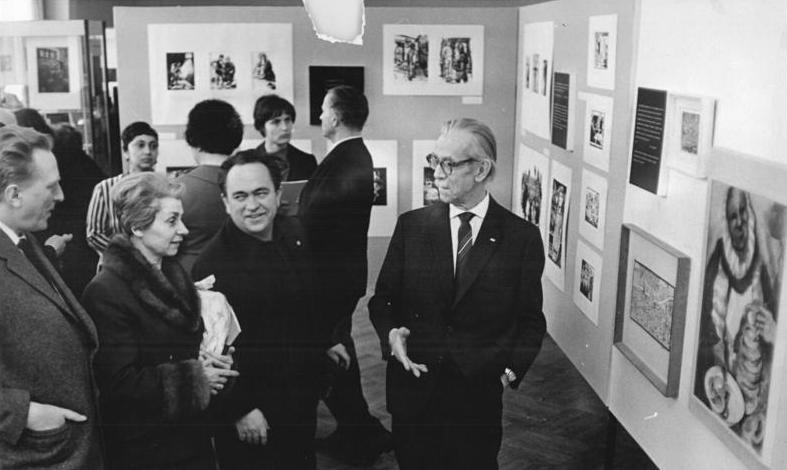
Hans Kies (in der Mitte, 1965) mit Johanna Grotewohl und Otto Nagel

Hans Kies (* 4. Dezember 1910 in Kolberg; † 4. Juni 1984 in Berlin) war ein deutscher Bildhauer und Politiker (KPD, SED).

## Leben
Kies absolvierte nach dem Besuch der Volksschule in Berlin ab 1925 eine Lehre als Maschinenschlossers und arbeitete bis 1931 in seinem Beruf. Daneben besuchte er eine künstlerische Abendschule und gehörte einem Zirkel von Arbeiterzeichnern an. 1926 wurde er Mitglied des Deutschen Metallarbeiter-Verbandes. Später trat er der Revolutionären Gewerkschafts-Opposition bei. 1929 wurde er Mitglied der KPD.
Von 1931 bis 1933 studierte Kies an der Berliner Kunstgewerbe- und Handwerkerschule und dann bis 1939 bei Wilhelm Gerstel an den Vereinigten Staatsschulen für Freie und Angewandte Kunst in Berlin-Charlottenburg. 1940 wurde er zur Wehrmacht eingezogen, und er nahm am Zweiten Weltkrieg teil. Aus der Kriegsgefangenschaft kam er 1945 nach Usedom, wo er von 1945 bis 1950 Bürgermeister von Zinnowitz war. Nebenher arbeitete er künstlerisch, ab 1951 freischaffend. Er ging dann nach Ostberlin.
Kies gehörte dem Künstlerkollektiv an, das von 1955 bis 1958 die Denkmäler im vormaligen Konzentrationslager Buchenwald schuf. 1960 errichtete er am Friedhof der Märzgefallenen in Berlin-Friedrichshain das Denkmal „Roter Matrose“, welches an die Gefallenen der Novemberrevolution erinnern soll. Ebenfalls von ihm stammt die Karl-Marx-Gedenkstätte in Berlin-Stralau von 1964. In Schwerin schuf er 1965 das Relief für die „Gedenkstätte verdienter Kämpfer für Demokratie und Sozialismus“. Von 1964 bis 1968 war er Zirkelleiter im Haus der jungen Talente in Berlin und im Kulturhaus der Automobilbauer in Ludwigsfelde. Ab 1969 wurde er Dozent an der Kunsthochschule Berlin-Weißensee.
Er gehörte dem Präsidium des Verbands Bildender Künstler der DDR an und war Vorsitzender des Bezirksvorstandes Berlin. Ab 1958 war er Stadtverordneter von Ostberlin.
Er war in der DDR an nahezu allen großen Kunstausstellungen beteiligt, u. a. von 1953 bis 1973 an allen Deutschen Kunstausstellungen bzw. Kunstausstellungen der DDR in Dresden und 1967 und 1973 in Berlin an der populären Freiluft-Ausstellung „Plastik und Blumen“ im Treptower Park.

## Ehrungen (Auswahl)
- 1959: Nationalpreis der DDR II. Klasse, für sein Mitwirken am Buchenwalddenkmal
- 1965: Verdienstmedaille der DDR
- 1969: Goethe-Preis der Stadt Berlin
- 1970: Kunstpreis der DDR
- 1970: Käthe-Kollwitz-Preis
- 1978: Kunstpreis des FDGB
- 1978: Martin-Andersen-Nexö-Kunstpreis
- 1980: Verdienter Hochschullehrer der DDR
- 1982: Hans-Grundig-Medaille
- 1984: Vaterländischer Verdienstordens in Silber
- 1987: Kunstpreis der SDAG Wismut

## Galerie

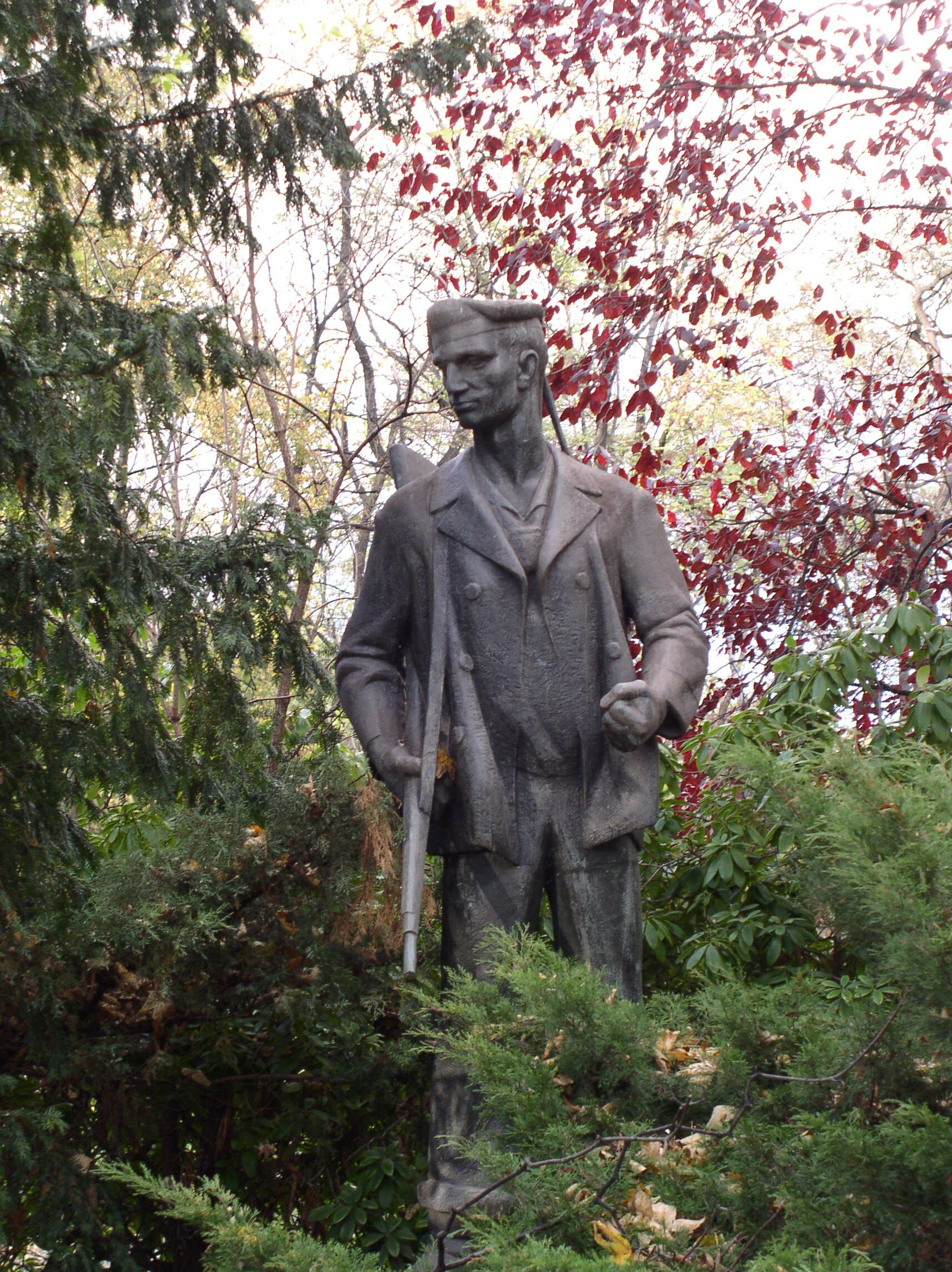
„Roter Matrose“ (1960) am Friedhof der Märzgefallenen in Berlin
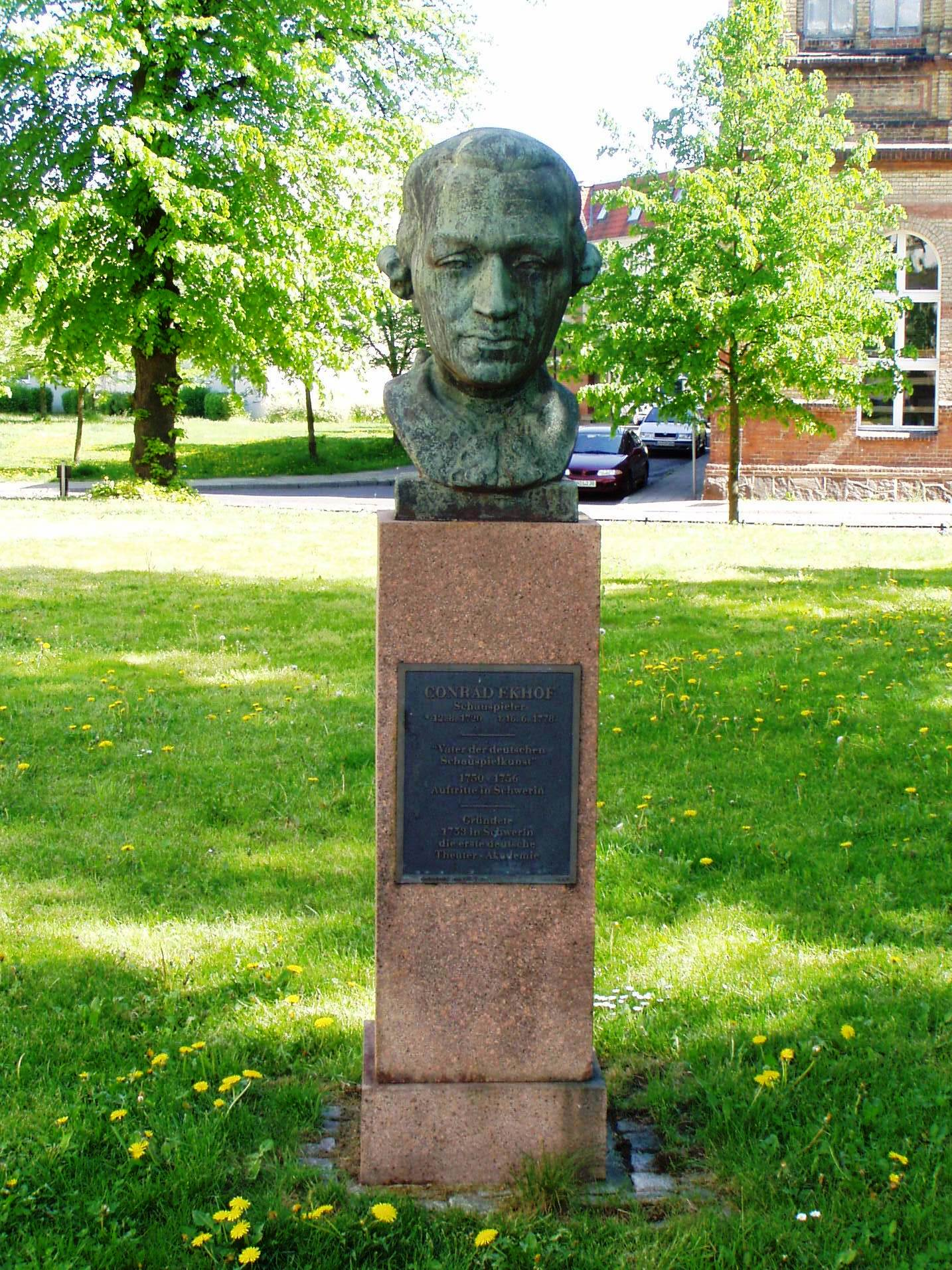
Ekhof-Denkmal (1961) Schwerin, Ekhofplatz
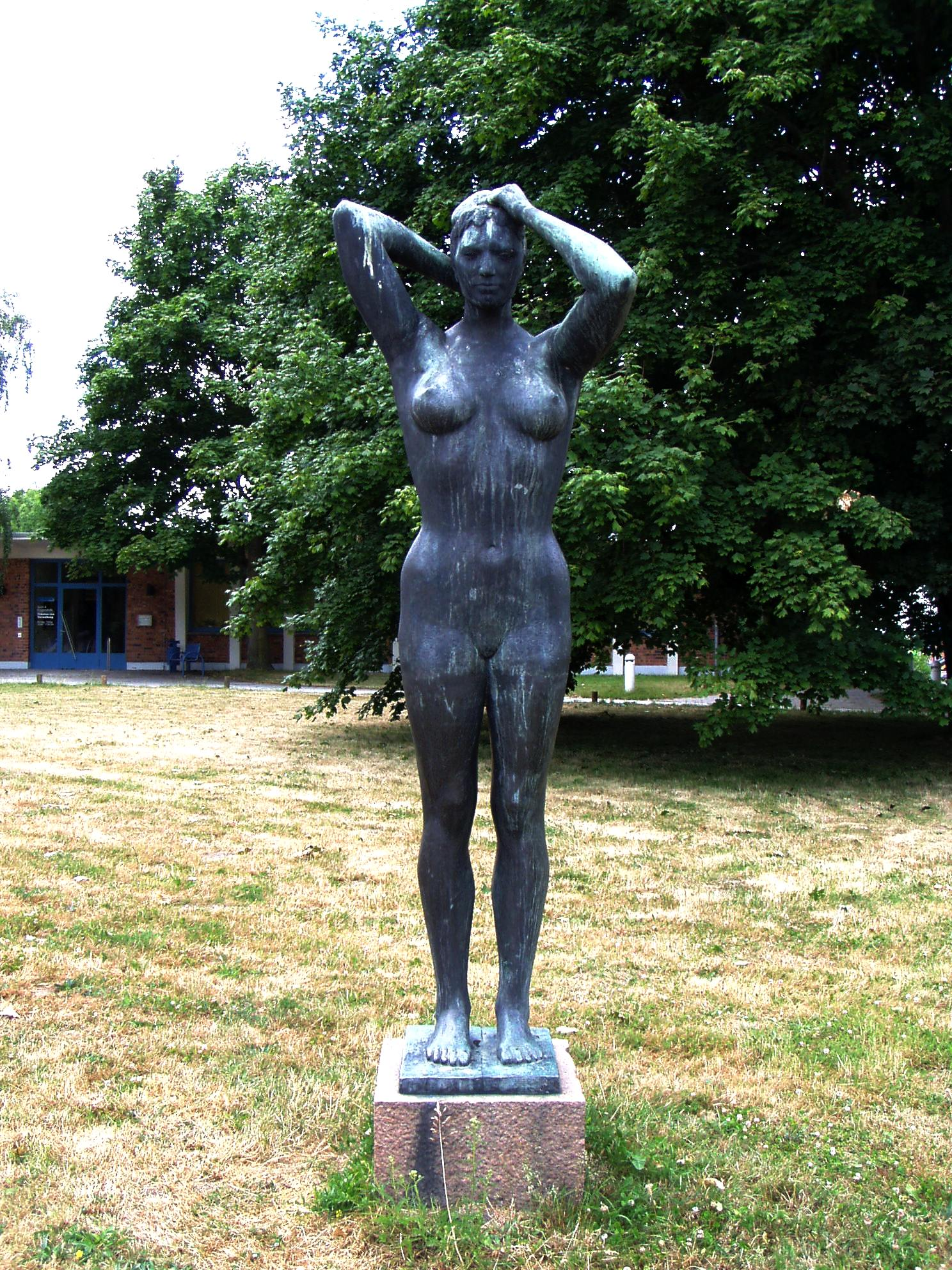
Schwimmerin (1963) Schwerin, vor der Sport- und Kongresshalle
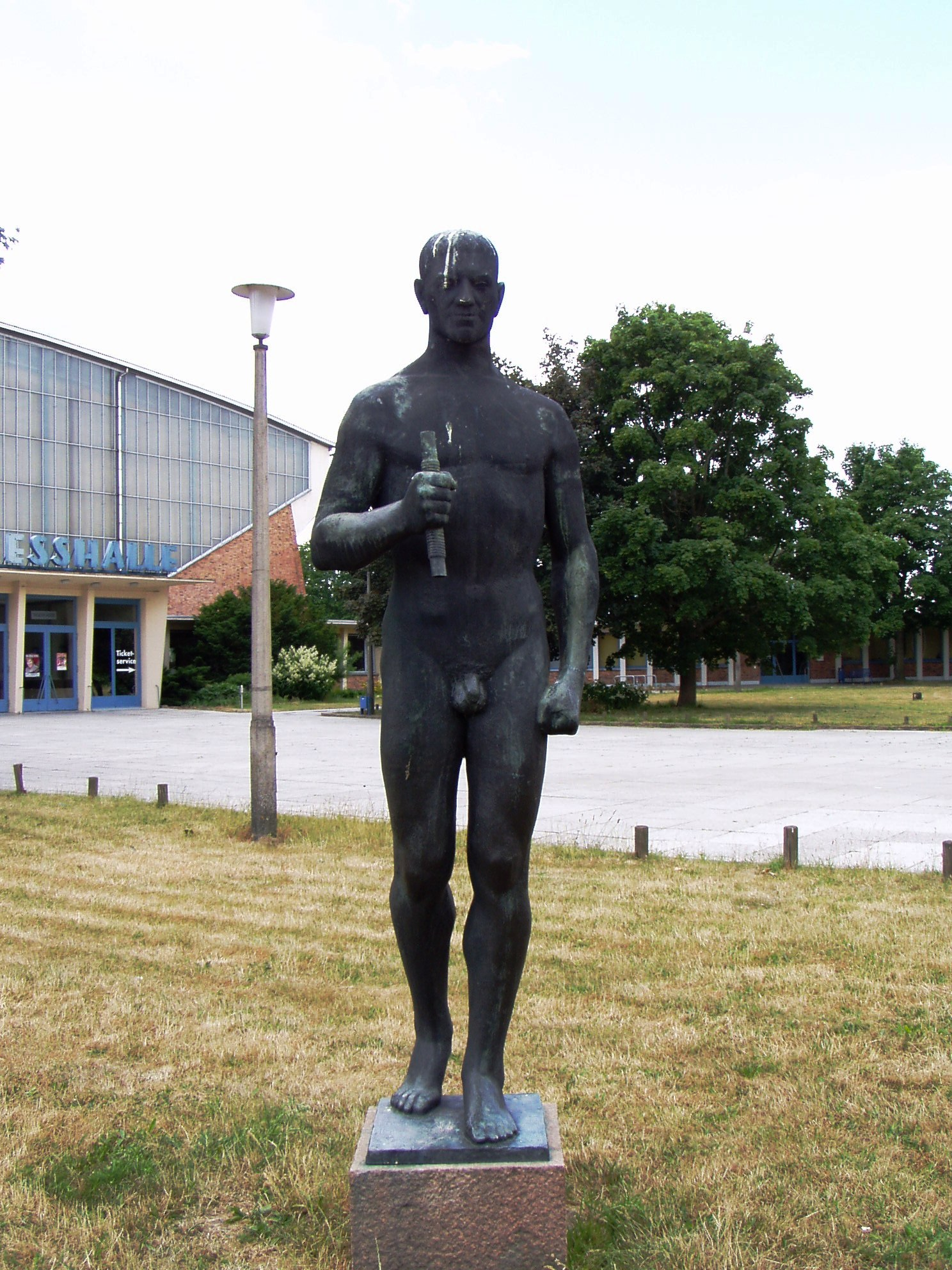
Speerwerfer (1966) Schwerin, vor der Sport- und Kongresshalle
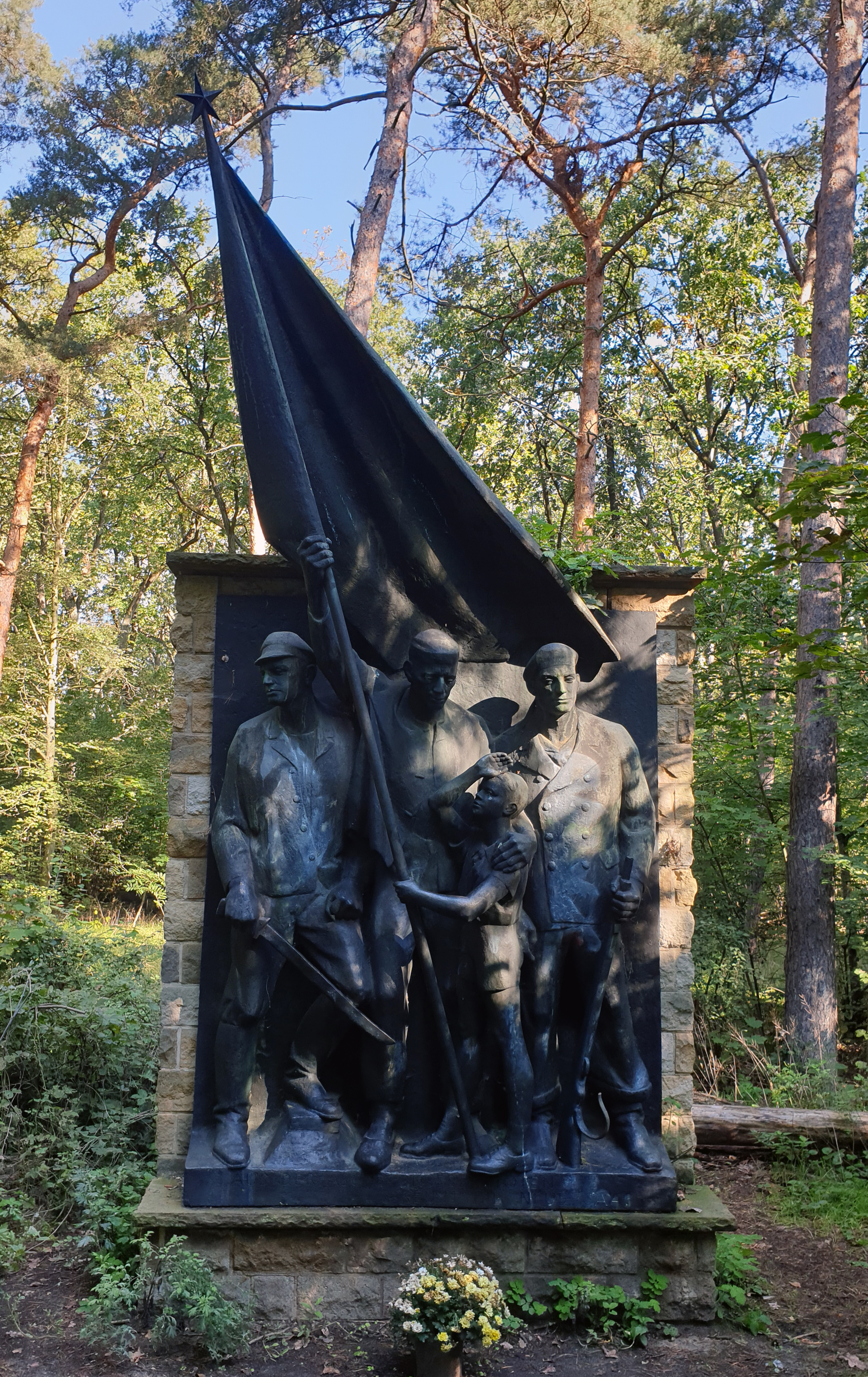
"Aus der Asche unserer Toten keimt die neue Saat" (1966), Berlin-Oberschöneweide
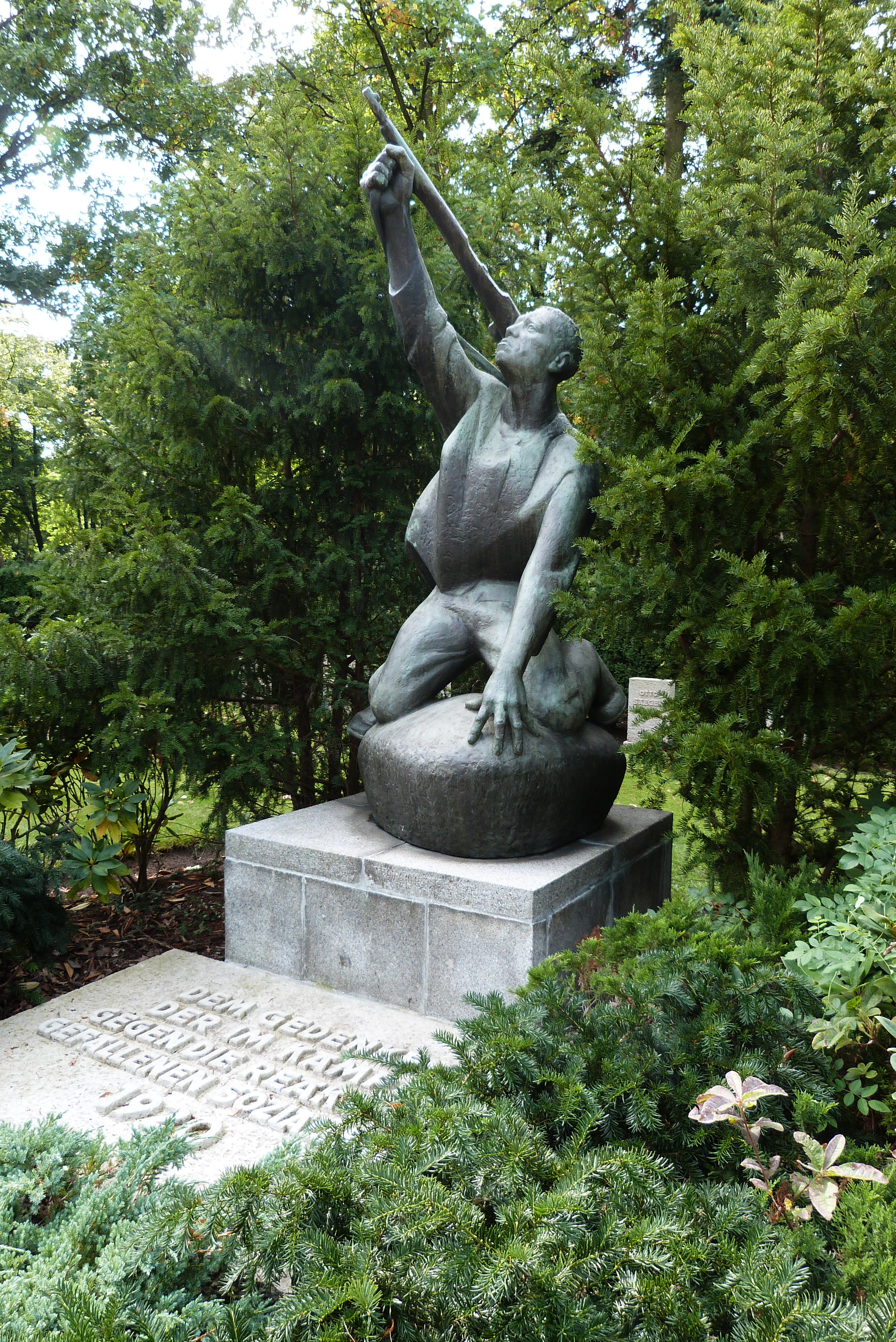
„Das Vermächtnis des Kämpfers“ (1970) auf dem Friedhof Berlin-Adlershof
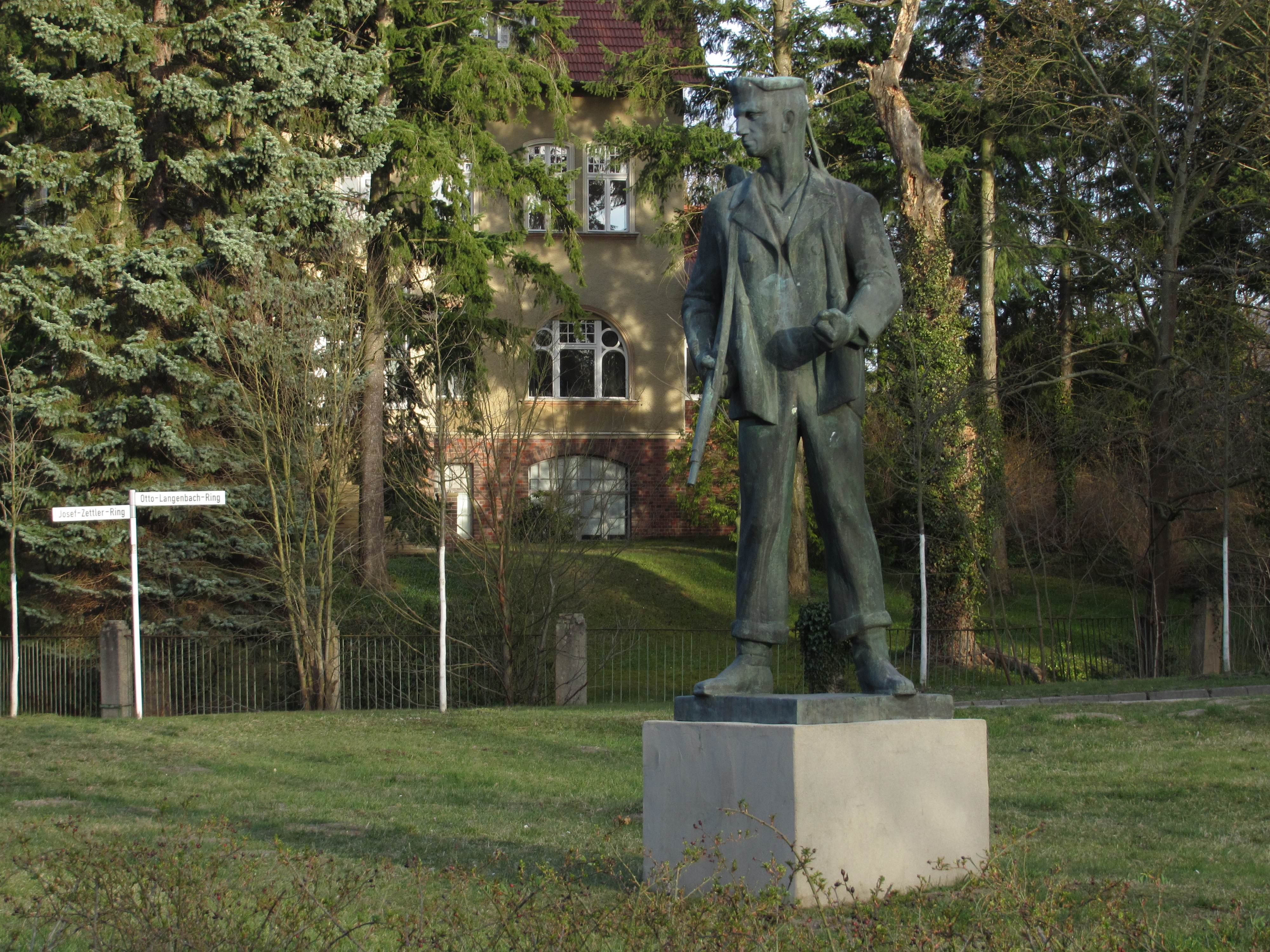
„Roter Matrose“ (1985) in Strausberg

## Einzelausstellungen (Auswahl)
- 1971: Berlin, Galerie im Turm (mit Ruthild Hahne und Heinz Worner)